# Platystele schneideri
Platystele schneideri är en orkidéart som beskrevs av Pedro Ortiz Valdivieso. Platystele schneideri ingår i släktet Platystele och familjen orkidéer. Inga underarter finns listade i Catalogue of Life.